# Itara vietnamensis
Itara vietnamensis är en insektsart som beskrevs av Andrej Vasiljevitj Gorochov 1985. Itara vietnamensis ingår i släktet Itara och familjen syrsor. Inga underarter finns listade i Catalogue of Life.